# Wie ein einziger Tag
Wie ein einziger Tag (Originaltitel: The Notebook) ist ein Liebesfilm aus dem Jahr 2004. Regie führte Nick Cassavetes, das Drehbuch schrieben Jeremy Leven und Jan Sardi nach dem gleichnamigen Roman von Nicholas Sparks. Das Buch ist eine Liebesgeschichte, die sich hauptsächlich in den 1940er Jahren in South Carolina ereignet hat.

## Handlung
Ein 84-jähriger Mann wohnt in einem Pflegeheim und liest dort einer alten Frau, die Demenz hat, aus einem Buch vor. Die Geschichte des alten Mannes wird in einer Rückblende erzählt: Die junge Allie lernt Noah, einen Landjungen aus ärmeren Verhältnissen, während eines Sommerurlaubs in Seabrook (South Carolina) kennen. Sie selbst ist ein reiches, wohlerzogenes Mädchen aus der Stadt. Diesen Umständen zum Trotz verlieben sie sich ineinander und beide merken bald, dass ihre Liebe etwas ganz Besonderes ist. Sie genießen unbeschwerte und aufregende Tage auf dem Land. 
Allies Eltern allerdings stehen dieser Beziehung argwöhnisch gegenüber, vor allem ihre Mutter. Mit der Zeit müssen die Eltern jedoch zu ihrem Ärger feststellen, dass es für ihre Tochter mehr als nur eine flüchtige Sommerliebschaft ist. So beschließen sie, sofort abzureisen. Noah schreibt Allie ein Jahr lang täglich romantische Briefe, die jedoch von Allies Mutter zurückgehalten werden und somit nie bei ihr ankommen.
Nach diesem Jahr kämpft Noah für die Vereinigten Staaten im Zweiten Weltkrieg. Sein bester Freund Fin fällt im Gefecht. Nach dem Kriegsende kehrt er nach Seabrook zurück und baut das Haus, das er Allie damals versprochen hat, so auf, wie er es ihr gesagt hat. Noch immer liebt er sie, kann und will sie trotz anderer Beziehungen nicht vergessen. Er baut sein Traumhaus fertig. Kurze Zeit darauf stirbt Noahs Vater Frank. Noah schläft nun häufiger mit Martha Shaw, einer Kriegerwitwe, die er allerdings nicht liebt und die ihn Allie nicht vergessen macht. 
In dieser Zeit lernt Allie den ebenfalls reichen Anwalt Lon Hammond aus einer angesehenen Familie kennen und verlobt sich mit ihm. Doch trotz des Reichtums und aller Versprechungen wird sie nie richtig glücklich. Auch sie muss oft an Noah und an ihren gemeinsamen Sommer denken, versucht aber, ihre Erinnerungen zu verdrängen.
Als Allie eines Tages in der Zeitung einen Artikel von Noah vor seinem Haus, das er verkaufen möchte, sieht, weiß sie, dass sie ihn besuchen muss. Die innere Sehnsucht treibt sie zurück nach Seabrook. Ihrem Verlobten erklärt Allie, sie müsse einige Dinge regeln und brauche Zeit zum Nachdenken. Er lässt sie zwar gehen, ahnt aber nichts Gutes. Sie trifft auf Noah, bemüht sich um ein oberflächliches Gespräch und erklärt ihm, sie wolle mit ihrer Vergangenheit abschließen. Doch aus dem Gespräch wird mehr, denn bei ihm fühlt sich Allie wieder wohl und frei. Nach mehreren romantischen Ereignissen entscheidet sie sich kurzfristig, ihren Aufenthalt zu verlängern, und bleibt statt in ihrem Hotel bei Noah. Die beiden lernen sich wieder lieben und Allie entscheidet sich zuletzt für ihre einzig wahre Liebe, für Noah.
Zurück in der Gegenwart des Pflegeheimes wird deutlich, wer der 84-jährige Mann und die Alzheimer-Patientin sind: Die in einem Altenheim wohnende Allie leidet an Alzheimer und kann sich weder an ihre Vergangenheit noch an ihre Familie erinnern. Ihr Ehemann Noah will seine Frau nicht aufgeben und versucht verzweifelt, ihre Erinnerungen zurückzugewinnen – jedoch vergeblich. Er liest ihr jeden Tag ihre gemeinsame Liebesgeschichte vor, die sie auf Allies Wunsch, kurz nachdem bei ihr Alzheimer diagnostiziert wurde, aufgeschrieben haben. Allie ist gerührt, weiß jedoch nicht, dass sie beide Noah und Allie sind.
Während nun Allie diese Geschichte von Noah hört, kehren allmählich ihre Erinnerungen zurück und sie merkt, dass sie das Mädchen aus dem Buch ist. Aber die vollkommene Erinnerung bleibt nur flüchtig, denn die Krankheit schlägt abermals durch.
Es schmerzt Noah sehr, wenn die Krankheit nach einigen kurzen, klaren Momenten immer wieder auftaucht. So ist es auch an diesem Abend. Sie sieht ihn plötzlich als Fremden an, scheucht ihn unter panischem Geschrei aus ihrem Zimmer und kann nur durch die herbeieilenden Pfleger beruhigt werden. Noah erleidet in der gleichen Nacht einen Herzinfarkt. Nachdem er sich wieder erholt hat, besucht er Allie in ihrem Zimmer, denn es ist ihr 50. Hochzeitstag. Er setzt sich zu ihr aufs Bett und streicht ihr übers Haar. Sie erwacht und schaut ihn lange an. Er beugt sich tief über sie und küsst sie. Zu seinem Erstaunen erwidert sie den Kuss und sagt seinen Namen: Sie kann sich erinnern. Das lang ersehnte Wunder scheint endlich geschehen.
Noah legt sich neben sie und sie schlafen Hand in Hand ein. Am nächsten Morgen kommt eine Schwester ins Zimmer, die den Tod der beiden feststellt.

## Kritiken
Wie ein einziger Tag erntete gemischte Kritiken. Die Rezensionssammlung Rotten Tomatoes zählt 179 Kritiken, von denen über die Hälfte positiv ausfiel.

„Der nach einem Bestseller von Nicholas Sparks erstaunlich behutsam und ruhig erzählte Film entwickelt eine starke Emotionalität. Dabei wird nie das Bewusstsein dafür verdrängt, dass Liebe manchmal sogar den Tod zu überwinden vermag.“

## Synchronisation
| Rolle                | Schauspieler      | Deutscher Synchronsprecher |
| -------------------- | ----------------- | -------------------------- |
| junger Noah Calhoun  | Ryan Gosling      | Kim Hasper                 |
| junge Allie Hamilton | Rachel McAdams    | Dascha Lehmann             |
| alter Noah Calhoun   | James Garner      | Claus Biederstaedt         |
| alte Allie Calhoun   | Gena Rowlands     | Barbara Adolph             |
| Lon Hammond          | James Marsden     | Jaron Löwenberg            |
| Anne Hamilton        | Joan Allen        | Liane Rudolph              |
| Frank Calhoun        | Sam Shepard       | Frank Glaubrecht           |
| Fin                  | Kevin Connolly    | Björn Schalla              |
| Sara Tuffington      | Heather Wahlquist | Anna Carlsson              |

## Soundtrack
| Nr. | Titel                                                       | Interpret                             |
| --- | ----------------------------------------------------------- | ------------------------------------- |
| 1.  | Main Title                                                  | Hollywood Studio Symphony / Jerry Hey |
| 2.  | Overture                                                    | Hollywood Studio Symphony / Jerry Hey |
| 3.  | I’ll Be Seeing You                                          | Billie Holiday                        |
| 4.  | Alabamy Home                                                | Duke Ellington                        |
| 5.  | Allie Returns                                               | Hollywood Studio Symphony / Jerry Hey |
| 6.  | House Blues / The Porch Dance / The Proposal / The Carnival | Hollywood Studio Symphony / Jerry Hey |
| 7.  | Noah’s Journey                                              | Hollywood Studio Symphony / Jerry Hey |
| 8.  | Always and Always                                           | Benny Goodman Orchestra               |
| 9.  | A String of Pearls                                          | Glenn Miller Orchestra                |
| 10. | On The Lake                                                 | Hollywood Studio Symphony / Jerry Hey |
| 11. | Diga Diga Doo                                               | Rex Stewart and the Ellingtonians     |
| 12. | One O’Clock Jump                                            | Benny Goodman Orchestra               |
| 13. | I’ll Be Seeing You                                          | Jimmy Durante                         |
| 14. | Noah’s Last Letter                                          | Hollywood Studio Symphony / Jerry Hey |
| 15. | Our Love Can Do Miracles                                    | Hollywood Studio Symphony / Jerry Hey |

## Auszeichnungen
Gena Rowlands gewann den Golden Satellite Award als Beste Nebendarstellerin. Des Weiteren gewannen Ryan Gosling und Rachel McAdams den MTV Movie Award für den Besten Kuss (Best Kiss). Rachel McAdams wurde für den MTV Movie Award als Beste weibliche Darstellerin nominiert.
Der Film gewann den Teen Choice Award in mehreren Kategorien. Aaron Zigman gewann den BMI Film Music Award.
Die Deutsche Film- und Medienbewertung FBW in Wiesbaden verlieh dem Film das Prädikat besonders wertvoll.

## DVD- und Blu-ray-Veröffentlichung
- Wie ein einziger Tag. Warner Home Video 2005
- Wie ein einziger Tag [Blu-ray]. Warner Home Video 2009